# Premier ministre d'Åland
Le Premier ministre d'Åland (en suédois : lantråd) est le chef de gouvernement d'Åland, région autonome de la Finlande.

## Histoire
La fonction fait son apparition en 1922, avec la mise en place de la région autonome des îles Åland dotée d'un gouvernement local.

## Élection
Le Premier ministre est élu par le Parlement d'Åland.

## Liste
|    | Nom                | Début            | Fin              | Parti |
| 1  | Carl Björkman      | 1922             | 1938             |       |
| 2  | Viktor Strandfält  | 1938             | 1955             |       |
| 3  | Hugo Johansson     | 1955             | 1967             |       |
| 4  | Martin Isaksson    | 1967             | 1972             |       |
| 5  | Alarik Häggblom    | 1972             | 1979             |       |
| 6  | Folke Woivalin     | 1979             | 1988             |       |
| 7  | Sune Eriksson      | 1988             | 1991             | L     |
| 8  | Ragnar Erlandsson  | 1991             | 1995             | C     |
| 9  | Roger Jansson      | 1995             | 1999             | M     |
| 10 | Roger Nordlund     | 3 décembre 1999  | 26 novembre 2007 | C     |
| 11 | Viveka Eriksson    | 26 novembre 2007 | 25 novembre 2011 | L     |
| 12 | Camilla Gunell     | 25 novembre 2011 | 25 novembre 2015 | S     |
| 13 | Katrin Sjögren     | 25 novembre 2015 | 10 décembre 2019 | L     |
| 14 | Veronica Thörnroos | 10 décembre 2019 | 23 novembre 2023 | C     |
| 13 | Katrin Sjögren     | 23 novembre 2023 | en fonction      | L     |